# Kwangali
Kwangali of Rukwangali is een Bantoetaal die wordt gesproken in het noordwesten van de regio Kavango in het noorden van Namibië. De taal wordt in Namibië gesproken door circa 75.000 mensen en komt ook aan de andere kant van de grens in Angola voor.
Kwangali is verwant aan andere in de Kavango regio gesproken taal Diriku. In de regio wordt beide talen onderwezen op basisscholen.